# María Mercedes Coroy
Pour les articles homonymes, voir Coroy.
María Mercedes Coroy, née le 3 septembre 1994 à Santa María de Jesús, est une actrice guatémaltèque. Elle est connue pour ses rôles dans Ixcanul, La Llorona et Black Panther: Wakanda Forever.

## Biographie
María Mercedes Coroy nait et grandit à Santa María de Jesús, au Guatemala. Elle est découverte à l'occasion d'un casting par Jayro Bustamante et joue dans deux de ses films, Ixcanul en 2015 et La Llorona en 2019.
En 2018, elle incarne  La Malinche, le rôle principal de la série télévisée du même nom.
En 2022, elle intègre l'univers cinématographique Marvel dans le rôle de Fen, la mère de Namor dans le film Black Panther: Wakanda Forever de Ryan Coogler.

## Filmographie

### Cinéma
- 2015 : Ixcanul de Jayro Bustamante : María, la fille
- 2018 : Bel Canto de Paul Weitz: Carmen
- 2019 : La Llorona de Jayro Bustamante : Alma
- 2022 : Black Panther: Wakanda Forever de Ryan Coogler : Fen, mère de Namor

### Télévision
- 2018 : Malinche (en) : La Malinche (5 épisodes)